# A titok (opera)
A titok (csehül: Tajemství) Bedřich Smetana 1877–1878 között komponált háromfelvonásos komikus operája. Az opera librettóját Eliška Krásnohorská írta. Az opera ősbemutatójára 1878.november 7-én a prágai Új Cseh Színházban került sor.

## Háttere
Krásnohorská két héttel A csók megnyitása után javasolta Smetanának egy új opera ötletét, de a cselekmény részleteit titokban tartotta a zeneszerző előtt egészen 1877 júliusáig, amikor több forrásból, köztük a La Fontaine Les femmes et le secret alapján készült vázlatot küldték neki. A librettista az cselekményt a Bezdĕz-hegységben fekvő Bĕlá pod Bezdězem kisvárosban helyezte el, amely Smetana vidéki otthonából látható. Az egyre fokozódó süketségével és az ebből eredő depressziójával küzdve Smetana néhány apró változtatást hajtott végre Krásnohorská eredeti tervezetén, és 1877. augusztus 4-én átadta a teljes partitúrát az Új Cseh Színháznak, a szeptemberi premierre. Hiányzik a Brandenburgiak Csehországban és Libuše című művében látható átmenő kompozíció; a pot-pourri nyitány kórusok, duettek, áriák és együttes darabok sorozatát vezeti be, de a karakterek sokkal érzelmesebben és az életből merítve jelennek meg, nem pedig Az eladott menyasszony és a Két özvegy szokatlanabb karakterei.

## Bemutatása és fogadtatása
Az opera nem volt olyan sikeres, mint ahogy Smetana remélte; a megnyitó után mindössze tucatszor volt látható élete során, és ezt követően húsz évig nem adták elő. 1922-ben került vissza a Prágai Nemzeti Színház repertoárjába. Azóta is repertoáron szerepel a cseh fővárosban, olyan karmesterek vezényletével, mint Jaroslav Vogel, Václav Talich, Jaroslav Krombholc és Zdeněk Košler, valamint számos kiváló cseh énekes az igazgatók közül.

## Szereplők
| Szerep                                                                                          | Hangnem   |
| ----------------------------------------------------------------------------------------------- | --------- |
| Blaženka, Malina lánya                                                                          | szoprán   |
| Bonifác, veterán katona                                                                         | tenor     |
| Vít, egy vadász, Kalina fia                                                                     | basszus   |
| Kalina, tanácsos                                                                                | bariton   |
| Panna Róza, Malina nővére                                                                       | kontraalt |
| Malina, tanácsos                                                                                | basszus   |
| Skřivánek, énekes                                                                               | tenor     |
| Jirka, harangozó                                                                                | tenor     |
| Barnabáš szelleme                                                                               | basszus   |
| Egy vállalkozó                                                                                  | bariton   |
| A fogadós                                                                                       | szoprán   |
| Kórus: Tanácsosok, szomszédok, fiúk és lányok, cséplők, kőművesek, árnyak és jelenések, dudások |           |

## Az opera cselekménye
Húsz évvel ezelőtt Kalina tanácsnok megkérte Malina Róza kezét, aki vagyoni hiánya miatt elutasította. Kalina ezután hozzáment egy hasonló státuszú nőhöz. Róza soha nem ment férjhez, és sajnálja, hogy elutasította Kalinát.
Kalina építtetett magának egy házat a város főterén a Malináékkal szemben. Most özvegy, de gazdagságát mutatja be. Nem tud arról, hogy fia, Vitek beleszeretett rivális tanácsosának lányába, Róza testvérébe. Kalina véletlenül felfedez egy ősi dokumentumot és térképet, amely egy régi baráttól, Barnabáštól útba igazítja, hogyan találhat a Bezděz-hegy alatt elrejtett kincsre. Mivel eladósodott, Kalina elhatározza, hogy megfogadja a szerzetes felszólítását. Az általa ásott alagút azonban Malina házának egy szobája alá vezeti, ahol fia tiltott szerelmétől, Blaženkától búcsúzik.
Világossá válik, hogy az öreg Barnabás célja az volt, hogy Kalina felfedezze „kincsét”, régi szerelmét, Rózát. Az opera boldogan ér véget, kettős esküvővel.